# Trisetum spellenbergii
Trisetum spellenbergii är en gräsart som beskrevs av Soreng, Finot och Paul M. Peterson. Trisetum spellenbergii ingår i släktet glanshavren, och familjen gräs. Inga underarter finns listade i Catalogue of Life.